# Giardini Ravino

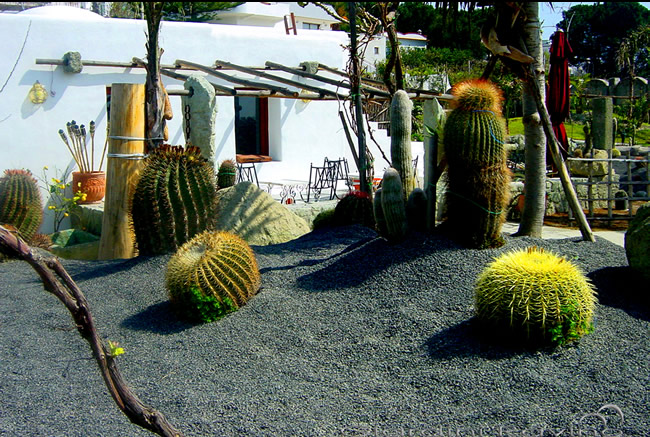
Residencia y algunos cactus del Giardini Ravino.

El Jardín Ravino (en  italiano: Giardini Ravino), es un jardín botánico de unos 6000 m² de extensión, situado en la isla de Isquia, Italia. 

## Localización
Se ubica en las laderas occidentales de la isla, Isola Ischia, una de las islas del archipiélago de las Islas Flégreas en el Mar Tirreno. 
Giardini Ravino, Ischia, Islas Flégreas, Campania, Italia.40°43′0″N 13°54′0″E / 40.71667, 13.90000
Abre al público algunos días de la semana y cobran una tarifa de entrada.

## Historia
El capitán de marina Giuseppe D’Ambra comenzó a inicio de la década de 1960 durante sus recorridos en Suramérica, a recoger plantas y semillas prosiguiendo después a reunir plantas del mundo entero. "Peppino D'Ambra" nunca pensó que llegaría a poder exhibir una colección de suculentas al aire libre única en Europa. 
Esto le permitió juntar una herencia botánica inmensa que se aclimata perfectamente entre las plantas del xeriscape de la flora mediterránea y que crea un fondo colorido y fragante para las formas esculturales de los cactos.
Los jardines de Ravino se han creado armonizando con la arquitectura local tradicional y con el uso de materiales locales, pero también prestando una especial atención a la accesibilidad de los discapatacidos, y representan un oasis extraordinario de  biodiversidad, que ofrece una localización excelente para las exposiciones tanto de arte y fotografía local, presentaciones editoriales, exhibiciones de teatro, conciertos, conferencias y convenciones, creando un genuino centro cultural. 
Actualmente tiene un convenio de colaboración con "Médicos sin fronteras". El jardín también alberga iniciativas de "Legambiente", "Italia Nostra" y "Slow Food". Es sede de la ONG "Megalesia" de la asociación "Tommaso Cigliano" cuyo objetivo es el de incrementar el conocimiento de la medicina homeopática. Por otra parte, el Giardini Ravino es miembro activo del consorcio formado recientemente y creado para desarrollar la salvaguardia ambiental como recurso económico y para una mejor calidad de vida.  

## Colecciones
Una herencia de más de 5000 especímenes, con más de 400 diferentes especies, algunas de ellas con más de cien años de edad y otros extremadamente raros, incluyendo aproximadamente 200 cycas, palmas y musaceae.
Además de especies vegetales de cultivos mediterráneos como olivos, limoneros, naranjos, y Parras de vino, así como plantas trepadoras ornamentales sobre los muros, pérgolas, y terrazas.
El pino de Wollemi, que estaba considerado extinto desde hace 90 millones de años y vuelto a descubrir en 1994 en Australia también se puede admirar en el jardín. 